# Zazaistán
Zazaistán es el nombre dado por los zazas a los territorios que habitan, en la Turquía oriental. Su centro es Dersim (Tunceli) y al norte llega hasta Erzincan. En la provincia de Dersim están mayoría, pero en las otras donde viven no llegan en ningún caso al 50% excepto cuando se cuentan junto a los turcos alevís y Zazas.
Aunque han aparecido en los últimos años propuestas de bandera nacional, la única que por ahora puede representar a esta nación es la histórica adoptada en la rebelión de 1921, roja con una "Z" estilizada blanca en medio (esta Z es usada a menudo en los trajes nacionales).
- Datos: Q623511
- Multimedia: Zaza-inhabited regions / Q623511